# Patrick Sogorb
| 236984 Astier          | 4 agosto 2008  |
| 341958 Chrétien        | 3 agosto 2008  |
| 410619 Fabry           | 2 agosto 2008  |
| 200031 Romainmontaigut | 12 agosto 2007 |

Patrick Sogorb (Chauny, 1971) è un astronomo amatoriale francese.
Il Minor Planet Center gli accredita le scoperte di cinque asteroidi, effettuate tra il 2007 e il 2008.